# کونیتسه
کونیتسه (به چکی: Konice) یک منطقهٔ مسکونی و شهرستان دارای شهرک سابقاً روستا در جمهوری چک است که در ناحیه پروستییوو واقع شده‌است. کونیتسه ۲٬۹۳۵ نفر جمعیت دارد.